# Louis Paradis
 (août 2024).
Pour les articles homonymes, voir Paradis (homonymie).
Louis Paradis est un auteur québécois de bande dessinée, ainsi qu'illustrateur, né le 6 juillet 1959 à Montmagny au Québec (Canada).
Il est considéré comme un maître de la bande dessinée réaliste au Québec.

## Biographie
Louis Paradis publie son premier album de bande dessinée, en 1974, .
Diplômé en graphisme du CEGEP de Rivière-du-Loup, il apprend le métier de dessinateur de BD surtout en observant le travail de dessinateurs comme John Buscema, Harold Foster, Burne Hogarth, Jean Giraud dit Moebius, Jack Kirby, Barry Windsor-Smith, et aussi André Juillard.
Il réalise quelques illustrations de science-fiction pour le magazine Solaris au début des années 1980.
En 1984, Louis Paradis remporte le premier prix du concours de bande dessinée « Les Grands Voiliers », , , organisé conjointement par le quotidien Le Soleil et le Salon international du livre de Québec. Il fait partie de l'exposition Et Vlan ! On s'expose... 15 ans de bande dessinée dans la région de Québec, organisée par la Société des Créateur(trice)s et Ami(e)s de la Bande Dessinée (ScaBD) en 1985.
Par la suite, Louis Paradis participe à la création du magazine Sextant, périodique de bande dessinée québécoise lancé avec l'aide des étudiants en graphisme en 1986. Il contribue aussi au magazine de Québec, Bambou. En 1987, il reçoit des offres de travail du côté des États-Unis.
Il organise un évènement, Le printemps de la bande dessinée, ,  se déroulant sur plusieurs semaines au Musée du Bas-Saint-Laurent à Rivière-du-loup en 1987.
Sur des scénarios de Anne Sigier, il réalise des albums en couleurs ayant pour sujet la religion chrétienne.
Il participe au magazine Zine Zag en 1998. Louis Paradis se joint ensuite au groupe Grafik Sismik à la fin des années 1990.

## Publications

### Bande dessinée
Albums
- La Rage de L'Eau-de-vie[1], (auteur des textes: Yves Hébert), 1974, Montmagny ;
- Et vlan ! On s'expose... Quinze ans de bande dessinée dans la région de Québec — 1971/1985[13], 1985, Société des créateur(trice)s et ami(e)s de la Bande dessinée (ScaBD), Québec, (collectif) ;
- Abraham et Moïse, 1993, à titre de dessinateur (scénario de Anne Sigier), éditions Anne Sigier, Québec ;
- Les premiers Chrétiens, 1998, à titre de dessinateur (scénario de Anne Sigier), éditions Anne Sigier, Québec.

Périodiques
- Solaris[2], revue québécoise de science-fiction et de fantastique, 1983 ;
- Titanic, le magazine qui fait couler beaucoup d'encre, 1984 ;
- Sextant[8], revue québécoise de bande dessinée, 1986-1989 ;
- Bambou, la bande décidée d'ici, 1987-1988 ;
- Jet, magazine européen de BD, Éditions du Lombard, 1989 ;
- Zine Zag[2], 100 % BD, 1998.

## Expositions

### Collectives
- 1983 : Science-fiction au Québec[14], Galerie L'Étrange, Québec ;
- 1985 : Et Vlan ! On s'expose... Quinze ans de bande dessinée dans la région de Québec — 1971/1985[6], [7], Galerie d'art La Passerelle, Sainte-Foy, Premier Salon international de la bande dessinée de Montréal, Montréal ;
- 1987 : Le printemps de la bande dessinée[10], [11], [12], Musée du Bas-Saint-Laurent, Rivière-du-loup ;
- 1999 : Semaine de la bande dessinée québécoise, Louvain-la-Neuve (Belgique) ;
- 2000 : Grafik Sismik, Bar Le Scanner, Québec ;
- 2001 : La conquête de l'espace, Festival du vidéo et du film fantastique québécois Vitesse Lumière IV, Québec ;
- 2001 : Scientifiktion, Bar Le Scanner, Québec ;
- 2009 : Les 50 ans d'Astérix et d'Obélix : un hommage, XXIIe Festival de la bande dessinée francophone de Québec, Québec.

## Distinctions
- 1984 :  Lauréat Grand prix — toutes catégories[4], [5], [1], Concours de bande dessinée « Les Grands Voiliers » (2000 participants), Salon international du livre de Québec, pour la BD publiée ensuite dans le magazine Titanic no 8, mai 1984, Québec ;
- 1984 :  Lauréat 5e mention Prix Solaris[15] — volet bande dessinée, pour la BD L'incident restée inédite.